# Paratelmatobius cardosoi
Espèce
Statut de conservation UICN

 DD  : Données insuffisantes
Paratelmatobius cardosoi est une espèce d'amphibiens de la famille des Leptodactylidae.

## Répartition
Cette espèce est endémique de l'État de São Paulo au Brésil. Elle se rencontre de 500 à 800 m d'altitude dans la Serra do Mar à Santo André et à Salesópolis,.

## Étymologie
Cette espèce est nommée en l'honneur d'Adão José Cardoso.

## Publication originale
- Pombal & Haddad, 1999 : Frogs of the genus Paratelmatobius (Anura: Leptodactylidae) with descriptions of two new species. Copeia, vol. 1999, no 4, p. 1014-1026 (texte intégral).